# پایگاه هوایی آبی مینسترل آیلند
پایگاه هوایی آبی مینسترل آیلند (به انگلیسی: Minstrel Island Water Aerodrome) یک فرودگاه همگانی است که یک باند فرود آب دارد. این فرودگاه در کشور کانادا قرار دارد و در ارتفاع ۰ متری از سطح دریا واقع شده‌است.